# Angelika Marsch
Angelika Marsch (* 13. April 1932 in Berlin; † 4. Oktober 2011 in Hamburg) war eine deutsche Autorin und Herausgeberin von Fachbüchern zur Geschichte Schlesiens. Die Autodidaktin gilt als bedeutende Expertin auf dem Feld der historischen Bildkunde im außeruniversitären Bereich. Mit ihren Nachweisen und Kommentierungen zu europäischen und schlesischen historischen Stadtansichten aus dem 16., 17. und 18. Jahrhundert leistete sie Pionierarbeit und erschloss einen für Historiker wertvollen Quellenfundus, der neue Erkenntnisse zur Kultur- und Alltagsgeschichte ermöglicht.

## Leben
Abseits ihres erlernten Berufes als Metallografin sammelte und erforschte Angelika Marsch historisch-topografische europäische Stadtansichten, mit einem besonderen Fokus auf Schlesien. Marsch erwarb ihre Kenntnisse auf dem Gebiet der historischen Bildkunde als Autodidaktin. Ihr Interesse galt insbesondere dem Aufspüren, der Zusammenstellung und (Neu-)Interpretation der Bilder. Sie gab hierzu mehrere Bücher heraus und verfasste mehr als zwanzig wissenschaftliche Beiträge in Fachpublikationen.

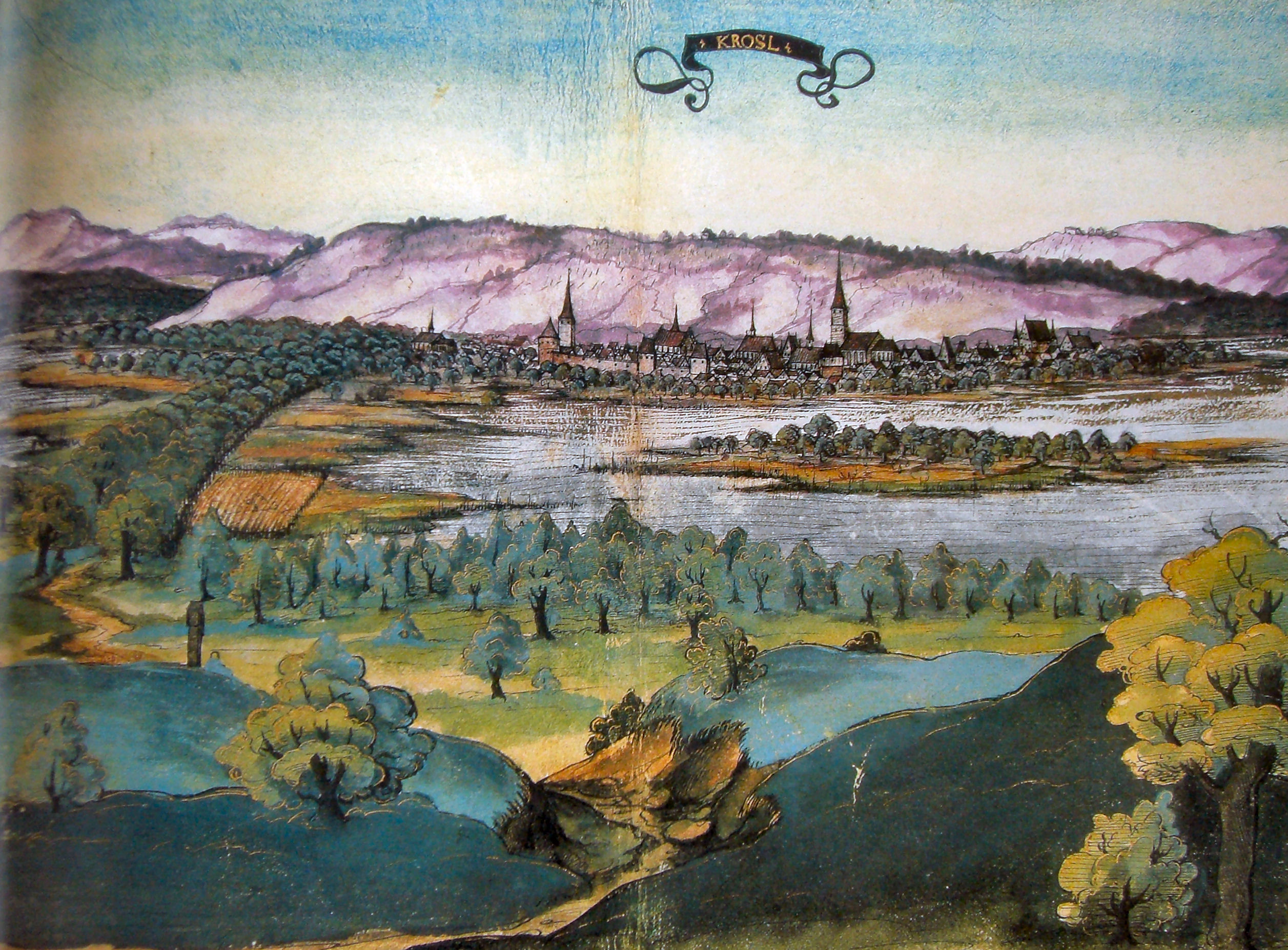
Aus dem Reisebilderbuch des Pfalzgrafen Ottheinrich: historische Stadtansicht von Cosel im Jahr 1536

Im Rahmen ihrer Beschäftigung mit der Geschichte Schlesiens arbeitete Marsch ab 2003 am Schlesischen Museum in Görlitz ehrenamtlich an einem Gesamtkatalog schlesischer Städteansichten.
Eines ihrer Hauptverdienste ist die Wiederentdeckung, Auswertung und Publizierung des Reisealbums des Pfalzgrafen Ottheinrich (1502–1559), der sich während seiner Polenreise in den Jahren 1536/1537 von einem Künstler begleiten und von diesem fünfzig Aquarellansichten aller von ihm besuchten Städte auf seinem Reiseweg von Neuburg an der Donau über Prag nach Krakau sowie auf der Rückreise über Breslau, Berlin, Wittenberg und Leipzig zeichnen ließ. Diese Stadtansichten sind überwiegend die ältesten heute erhaltenen Ansichten jener Städte. Marsch erkannte die große kulturhistorische Bedeutung dieser Bilder und veröffentlichte sie im Jahr 2000 in einer zweibändigen großformatigen Faksimile-Ausgabe im Weißenhorner Kunstverlag Anton H. Konrad. Zehn Jahre später erschien im selben Verlag ein von Marsch zusammengestellter, über 670 Seiten starker Band mit historischen Stadtansichten aus ganz Europa von Friedrich Bernhard Werner (1690–1776).
Angelika Marsch verstarb unerwartet Anfang Oktober 2011 im Alter von 79 Jahren in Hamburg. Sie fand ihre letzte Ruhestätte in der Familiengrabstätte auf dem Burgtorfriedhof in Lübeck.

## Ehrungen
Als erstes nichtakademisches Mitglied wurde Angelika Marsch im Jahr 1985 für ihre wissenschaftlichen Leistungen in die Historische Kommission für Schlesien berufen. Die Universität Hamburg verlieh ihr im Jahr 2003 einen Ehrendoktortitel.
Im April 2005 wurde die Forscherin gemeinsam mit dem polnischen Lyriker Tadeusz Kijonka (1936–2017) mit dem Kulturpreis Schlesien des Landes Niedersachsen geehrt. Die mit 4000 Euro dotierte Auszeichnung wurde ihr am 3. September 2005 vom damaligen niedersächsischen Innenminister Uwe Schünemann in Celle überreicht. In der Laudatio hieß es: 

„Ihre Leistung liegt in der Sammlung eines immensen Quellenfundus. Sie hat mit ihren Forschungen unter Historikern eine anerkannte und wohl einmalige Stellung erworben. Sie hat mit den Nachweisen und Kommentierungen zu europäischen und schlesischen Stadtansichten aus dem 16., 17. und 18. Jahrhundert eine für Historiker unverzichtbare Quellengruppe erschlossen, die einmalige Erkenntnisse zur Kultur- und Alltagsgeschichte ermöglicht. Sie leistet auf diesem Gebiet Pionierarbeit.“

## Veröffentlichungen (Auswahl)
- Meyers Universum. Ein Beitrag zur Geschichte des Stahlstiches und des Verlagswesens im 19. Jahrhundert. Nordostdeutsches Kulturwerk, Lüneburg 1972.
- Die Salzburger Emigration in Bildern. Anton H. Konrad, Weißenhorn 1977, ISBN 3-87437-141-7.
- Bilder zur Augsburger Konfession und ihren Jubiläen. Anton H. Konrad, Weißenhorn 1980, ISBN 3-87437-167-0.
- Oppeln, Falkenberg, Gross Strehlitz: historische Ansichten aus vier Jahrhunderten. Bergstadtverlag Korn, Freiburg im Breisgau 1995, ISBN 3-87057-206-X.
- Die Reisebilder Pfalzgraf Ottheinrichs aus den Jahren 1536/37. Von seinem Ritt von Neuburg a.d. Donau über Prag nach Krakau und zurück über Breslau, Berlin, Wittenberg und Leipzig nach Neuburg. 2 Bände, Anton H. Konrad, Weißenhorn 2000, ISBN 3-87437-440-8.
- Kur- und Badeorte Schlesiens – einst und jetzt. Bergstadtverlag Korn, Freiburg im Breisgau 2009, ISBN 978-3-87057-306-5.
- Friedrich Bernhard Werner 1690–1776. Corpus seiner europäischen Städteansichten, illustrierten Reisemanuskripte und der Topographien von Schlesien und Böhmen-Mähren. Anton H. Konrad, Weißenhorn 2010, ISBN 978-3-87437-534-4.